# Cetopsis plumbea
Cetopsis plumbea är en fiskart som beskrevs av Franz Steindachner 1882. Cetopsis plumbea ingår i släktet Cetopsis och familjen Cetopsidae. Inga underarter finns listade i Catalogue of Life.